# Momir Bulatović
Momir Bulatović (Момир Булатовић) (født 21. september 1956, død 30. juni 2019) var præsident af Montenegro jugoslavija: Crne Gora.
Momir Bulatović blev født i 1956 i Montenegro i det daværende Jugoslavien, han var præsident i Montenegro i 8 år i perioden 1990 – 1998. Han blev sat ind som præsident i 1989 i et kup, som blev beordret af den serbiske præsident Slobodan Milošević,[kilde mangler] så Bulatović blev stråmand for Milošević,[kilde mangler] og hjalp også tit Milošević under den jugoslaviske borgerkrig.[kilde mangler] Han udgjorde en vigtig del af Milošević' magtbasis i det tidligere Jugoslavien.[kilde mangler]
I 1997 tabte han valget til præsidentposten, og i samme år mistede han også sin titel som partichef. Han blev i 1998 indsat som ministerpræsident, dog mistede han også denne post i efteråret 2000, efter et regeringsskifte.
Momir Bulatović var kendt for sin pro-Milošević politik, og hans samarbejde med Serbien under den jugoslaviske borgerkrig i perioden 1990 – 1995,[kilde mangler] han har tit udtrykt sin respekt og anerkendelse af personer som Radovan Karadžić og Ratko Mladić som begge er eftersøgt af den Internationale Krigstribunal for det tidligere Jugoslavien.[kilde mangler]